# 托马斯·林肯
托馬斯·林肯（英語：Thomas Lincoln，1778年1月6日—1851年1月17日），是一位美國農學家、農民、木匠，為美國第16任總統亞伯拉罕·林肯之父。

## 生平
1778年1月6日，托馬斯出生於美國羅京安縣的一個農民家庭。托馬斯與其家人家後來在1780年代賣掉了這塊土地，搬到了西弗吉尼亞州。1786 年9月至1788年期間，父親舉家搬到了肯塔基州納爾遜縣（今華盛頓縣）的比奇福克州立公園。
1806年，他與第一任妻子南希·林肯結婚並生下了亞伯拉罕·林肯和莎拉·林肯·格里格斯比（第一個兒子在生前死產）並過著農民的生活，他們從小就被托馬斯輟學並在田裡工作，每天要他和妻子及孩子在田裡工作到天色變暗才能回家，直到兒子亞伯6歲時，妻子要他開始上小學，但托馬斯不答應，但在妻子的說服下托馬斯終於答應，勉強讓亞伯上小學。冬天快到了以後，托馬斯帶著一家人出發遷至印第安那州的村落並改以打獵為主農民工作，3年後，1818年，毒乳病在村里成為一種流行病，第一任妻子南希·林肯因為照顧染上毒乳病患者而感染該病去世，得年34歲，也因此9歲兒子亞伯失學，但托馬斯為了讓一家人生活下去，在還沒有找到新媽媽的時候讓11歲女兒莎拉代替家庭主婦的工作。1819年，他與第二任妻子沙拉·布希·林肯並帶著他與前夫育有的兒子和女兒約翰·林肯和伊莉莎白·林肯還有瑪蒂達·林肯繼續過著農民的生活，並由亞伯的新媽媽幫他找一個新的學校，直到亞伯出社會後托馬斯終止他過著農民的生活病讓他到別的地方工作。
1851年1月17日，托馬斯因病在美國科尔斯县去世，享壽73歲。他的遺體被安葬在附近的希洛公墓。